# Víctor Rabuñal
Víctor Manuel Rabuñal Ferrari (Montevideo, Uruguay; 8 de enero de 1962) es un exfutbolista uruguayo. Jugaba como mediocampista ofensivo o enganche y su primer equipo fue Rentistas. Su último club antes de retirarse fue Leandro N. Alem de Argentina.
Fue internacional con la Selección de Uruguay e integró el plantel que se consagró campeón de la Copa América en 1983.
En la actualidad trabaja como encargado de un edificio en el barrio de Palermo, en la ciudad de Buenos Aires.

## Clubes
| Club                  | País      | Año       |
| --------------------- | --------- | --------- |
| Rentistas             | Uruguay   | 1980-1982 |
| Bella Vista           | Uruguay   | 1983-1985 |
| Irapuato              | México    | 1986      |
| Racing                | Argentina | 1987-1988 |
| Unión de Santa Fe     | Argentina | 1988-1991 |
| Huracán de San Rafael | Argentina | 1991-1992 |
| Chacarita Juniors     | Argentina | 1992-1993 |
| Villa Dálmine         | Argentina | 1993-1994 |
| Leandro N. Alem       | Argentina | 1994      |

## Palmarés

### Copas internacionales
| Título                 | Club                 | País          | Año  |
| ---------------------- | -------------------- | ------------- | ---- |
| Copa América           | Selección de Uruguay | Sin sede fija | 1983 |
| Supercopa Sudamericana | Racing               | Brasil        | 1988 |

### Otros logros
| Título                     | Club              | País      | Año  |
| -------------------------- | ----------------- | --------- | ---- |
| Ascenso a Primera División | Unión de Santa Fe | Argentina | 1989 |